# جيري أوهارا
جيري أوهارا (بالإنجليزية: Gerry O'Hara)‏ (3 ديسمبر 1956 بولفرهامبتن في المملكة المتحدة - ) هو لاعب كرة قدم بريطاني في مركز الوسط. لعب مع نادي هيرفورد ووولفرهامبتون واندررز ونادي ووستر سيتي.

## وصلات خارجية
- جيري أوهارا على موقع قاعدة بيانات كرة القدم.إي يو (الإنجليزية)
- جيري أوهارا على موقع عالم كرة القدم.نت (الإنجليزية)